# Anna Lena Klenke
Anna Lena Klenke (* 25. prosince 1995 Berlín) je německá herečka. Mezi její nejznámější role patří Laura Schnabelstedt ve filmu Fakjů pane učiteli (a jeho dvou pokračováních) a Lisa Novak v seriálu Jak prodávat drogy přes internet (rychle).

## Životopis
Před kamerou se poprvé objevila ve svých třinácti letech ve snímku Poslední mlčení Barana bo Odara. Proslavila se rolí Laury Schnabelstedt v komediích Fakjů pane učiteli, Fakjů pane učiteli 2 a Fakjů pane učiteli 3. V roce 2015 se mimo jiné objevila v tragikomedii Becks letzter Sommer režiséra Friedera Witticha a v oceňovaném filmu Victorie Sebastiana Schippera.
V roce 2014 absolvovala na berlínském gymnáziu Carla von Ossietzkeho a poté začala studovat sociologii.
V roce 2016 se objevila v malé roli v seriálu Babylon Berlín. V roce 2019 ztvárnila jednu z hlavních rolí v seriálu Jak prodávat drogy přes internet (rychle) z produkce Netflixu.

## Filmografie
| Rok   | Název                                        | Role                     | Poznámky                                       |
| ----- | -------------------------------------------- | ------------------------ | ---------------------------------------------- |
| 2010  | Poslední mlčení                              | Sinikka Weghamm          |                                                |
| 2013  | Fakjů pane učiteli                           | Laura Schnabelstedt      |                                                |
| 2013  | Komasaufen                                   | Sylvia Manthey           | televizní film                                 |
| 2014  | So schön wie Du                              | Tina                     | krátký film                                    |
| 2014  | Letzte Spur Berlin                           | Naomi Hessler            | televizní seriál, díl: „Hunger“                |
| 2014  | Tatort – Das verkaufte Lächeln               | Hanna Leibold            | televizní film                                 |
| 2015  | Fakjů pane učiteli 2                         | Laura Schnabelstedt      |                                                |
| 2015  | Zvláštní jednotka, Lipsko                    | Babsie                   | televizní seriál, díl: „Bewegliche Ziele“      |
| 2015  | Zwei Familien auf der Palme                  | Chiara                   | televizní film                                 |
| 2015  | Policie Hamburk                              | Sandra                   | televizní seriál, díl: „Fremde Heimat“         |
| 2015  | Victoria                                     | mladá matka              |                                                |
| 2015  | Die Klasse – Berlin '61                      | Bärbel                   | televizní film                                 |
| 2015  | Die Neue                                     | Jacqueline               | televizní film                                 |
| 2015  | Lena Fauch                                   | Anna Knapp               | televizní seriál, díl: „Du sollst nicht töten“ |
| 2015  | Becks letzter Sommer                         | Anna Lind                |                                                |
| 2016  | Unser Traum von Kanada                       | Lina van Laak            | televizní seriál, díl: „Sowas wie Familie“     |
| 2016  | Místo činu                                   | Harriett Wiesler         | televizní seriál, díl: „Fünf Minuten Himmel“   |
| 2017  | Splašené srdce                               | Jana                     |                                                |
| 2017  | Fakjů pane učiteli 3                         | Laura Schnabelstedt      |                                                |
| 2017  | Babylon Berlín                               | žena ve veslařském klubu | televizní seriál, díl: „1.6“                   |
| 2018  | Tichá revoluce                               | Lena                     |                                                |
| 2018  | Místo činu                                   | Mia Korf                 | televizní seriál, díl: „Damian“                |
| 2019  | Osm dní                                      | Leonie                   | televizní minisérie, 8 dílů                    |
| 2019  | Ottilie von Faber-Castell – Eine mutige Frau | Anna Vasbender           | televizní film                                 |
| 2019– | Jak prodávat drogy přes internet (rychle)    | Lisa Novak               | hlavní role                                    |
| 2020  | Das Mädchen am Strand                        | Lisa Steinkamp           | televizní minisérie                            |
| 2020  | Léto v Kreuzbergu                            | Jule                     |                                                |
| 2020  | Drinnen – Im Internet sind alle gleich       | Clara                    | televizní seriál                               |